# Hans Dorfner
Hans Dorfner (* 3. Juli 1965 in Regensburg) ist ein ehemaliger deutscher Fußballspieler.

## Karriere

### Vereine
Hans Dorfners Fußballkarriere begann beim ASV Undorf in der Oberpfalz, für den er vom siebten bis zum siebzehnten Lebensjahr spielte. Vom Assistenztrainer des FC Bayern München, Reinhard Saftig, entdeckt, wechselte er 1982 in die Jugendabteilung und zur Saison 1983/84 zu den Profis der Münchener, blieb allerdings ohne Pflichtspieleinsatz.
Zur Saison 1984/85 wurde er für zwei Jahre an den Zweitligisten 1. FC Nürnberg ausgeliehen, mit dem er 1985 in die Bundesliga aufstieg. In seiner ersten Profi-Saison bestritt er 34 von 38 Punktspielen und debütierte am 28. August 1984 (4. Spieltag) beim 2:1-Sieg im Heimspiel gegen den MSV Duisburg. Sein erstes von fünf Saisontoren erzielte er am 15. September 1984 (6. Spieltag), beim 6:0-Sieg im Heimspiel gegen Fortuna Köln, mit dem Treffer zum zwischenzeitlichen 3:0 in der 36. Minute. In der Bundesliga kam er erstmals am 10. August 1985 (1. Spieltag) bei der 0:1-Niederlage im Heimspiel gegen den VfL Bochum zum Einsatz. Sein erstes Bundesligator gelang ihm am 31. August 1985 (4. Spieltag), beim 4:1-Sieg im Auswärtsspiel gegen Borussia Dortmund, mit dem Treffer zum zwischenzeitlichen 1:1 in der 12. Minute.
1986/87 bis November 1990 spielte er wieder für den FC Bayern München, mit dem er dreimal die deutsche Meisterschaft gewann. Des Weiteren kam er zweimal im nationalen Vereinspokal (1 Tor), sechsmal im UEFA-Pokal und 14 Mal im Europapokal der Landesmeister (2 Tore) zum Einsatz.
Der in der Winterpause vollzogene (erneute) Wechsel zum 1. FC Nürnberg (für den er noch bis 3. September 1993 (6. Spieltag) in der Bundesliga spielte) bedeutete die letzte Station in seinem Fußballer-Leben; mehrere notwendig gewordenen Operationen zwangen den exzellenten Techniker bereits mit 29 Jahren zur Invalidität. Für den Club kam er siebenmal im DFB-Pokal zum Einsatz und erzielte ein Tor.

### Nationalmannschaft
Dorfner trug erstmals das Nationaltrikot am 16. Februar 1983 in Cáceres beim 1:1-Unentschieden der U-18-Nationalmannschaft gegen die Auswahl Spaniens. Sein letztes von fünf Spielen in dieser Auswahlmannschaft bestritt er am 17. Mai 1983 in Liverpool beim 3:1-Sieg über die Auswahl Bulgariens.
Am 26. März 1985 debütierte er in der U-21-Nationalmannschaft, die sich in Schaffhausen torlos von der U-23-Auswahl der Schweiz trennte. Sein letztes von drei Spielen bestritt er am 24. September in Eskilstuna bei der 1:2-Niederlage gegen die Auswahlmannschaft Schwedens. In der Olympia-Auswahlmannschaft wurde er nur beim 2:1-Sieg über die „B-Auswahl“ Israels am 25. März 1987 in Tel Aviv eingesetzt.
In der A-Nationalmannschaft spielte der offensive Mittelfeldspieler von 1987 bis 1989 siebenmal. Sein Debüt gab er am 12. August in Berlin beim 2:1-Sieg über die Auswahl Frankreichs. Mit dem Treffer zum 1:1-Unentschieden am 6. September 1989 in Dublin gegen die Auswahl Irlands gelang ihm in seinem sechsten Länderspiel auch sein einziges Tor.
Dorfner gehörte dem Kader der Nationalmannschaft während der Europameisterschaft 1988 in Deutschland an, wurde in deren Verlauf allerdings nicht eingesetzt.

## Erfolge
- Finalist im Europapokal der Landesmeister 1987
- DFB-Pokal-Sieger 1984 (ohne Einsatz)
- DFB-Supercup-Sieger 1987, 1990 (ohne Einsatz)
- Deutscher Meister 1987, 1989, 1990
- Zweiter der Meisterschaft 1988, 1991

## Sonstiges
Heute betreibt Hans Dorfner eine Fußballschule in Regensburg.